# Данилов, Михаил Александрович (педагог)
Михаил Александрович Данилов (1899—1973) — российский педагог, доктор педагогических наук, профессор, с 1959 года член-корреспондент Академии педагогических наук РСФСР.

## Биография
Михаил Данилов родился 13 (25) апреля 1899 года в деревне Васильевщина (ныне — в Гдовском районе Псковской области). В 1924 году окончил физико-математический факультет Ленинградского педагогического института имени Н. А. Некрасова, продолжил образование в Академии коммунистического воспитания имени Н. К. Крупской, которую окончил в 1928 году.
В 1918 году начал преподавать в Язвинской школе Гдовского уезда Петроградской губернии. С 1931 года занимался научно-педагогической деятельностью в Москве и Смоленске. В 1944-1973 годах работал в Научно-исследовательском институте в департаменте общей педагогики Академии педагогических наук.
В 40-60-х годах XX века работал над концептуальными положениями, которые 60-80-х годах получили развитие в дидактических исследованиях. Именно Данилов выдвинул идею создания методологии педагогики как самостоятельной отрасли педагогического знания, а также обосновал её задачи, структуру, связь со смежными науками.
Некоторые идеи Данилова не были поддержаны его современниками, так как вступали в противоречие с традиционной педагогикой и были реализованы лишь в 1990-е годы; к ним, в частности, относятся идеи «педагогики сотрудничества».
Умер 25 ноября 1973 года в Москве. Похоронен на Ваганьковском кладбище (37 уч.).

## Избранные труды
1. Роль начального обучения в умственном и нравственном развитии человека. — М., 1947.
2. Педагогический процесс и его диалектика. — М., 1970.
3. Всеобщая методология науки и специальная методология педагогики в их взаимоотношениях. — М., 1971.
4. Проблемы методологии педагогики и методики исследований. — М., 1971.
5. Теоретические основы и методы фундаментальных педагогических исследований. — М., 1972.